# Philipotabanus ebrius
Philipotabanus ebrius är en tvåvingeart som först beskrevs av Osten Sacken 1886.  Philipotabanus ebrius ingår i släktet Philipotabanus och familjen bromsar. Inga underarter finns listade i Catalogue of Life.